# Райдолина
Райдолина (укр. Райдолина) — село в Веселиновском районе Николаевской области Украины.
Население по переписи 2017 года составляло 134 человека. Население по данным 2024 года составляет около 100 человек. Почтовый индекс — 57024. Телефонный код — 5163. Занимает площадь 0,657 км².

## Местный совет
57024, Николаевская обл., Веселиновский р-н, с. Лубянка